# МДК-3

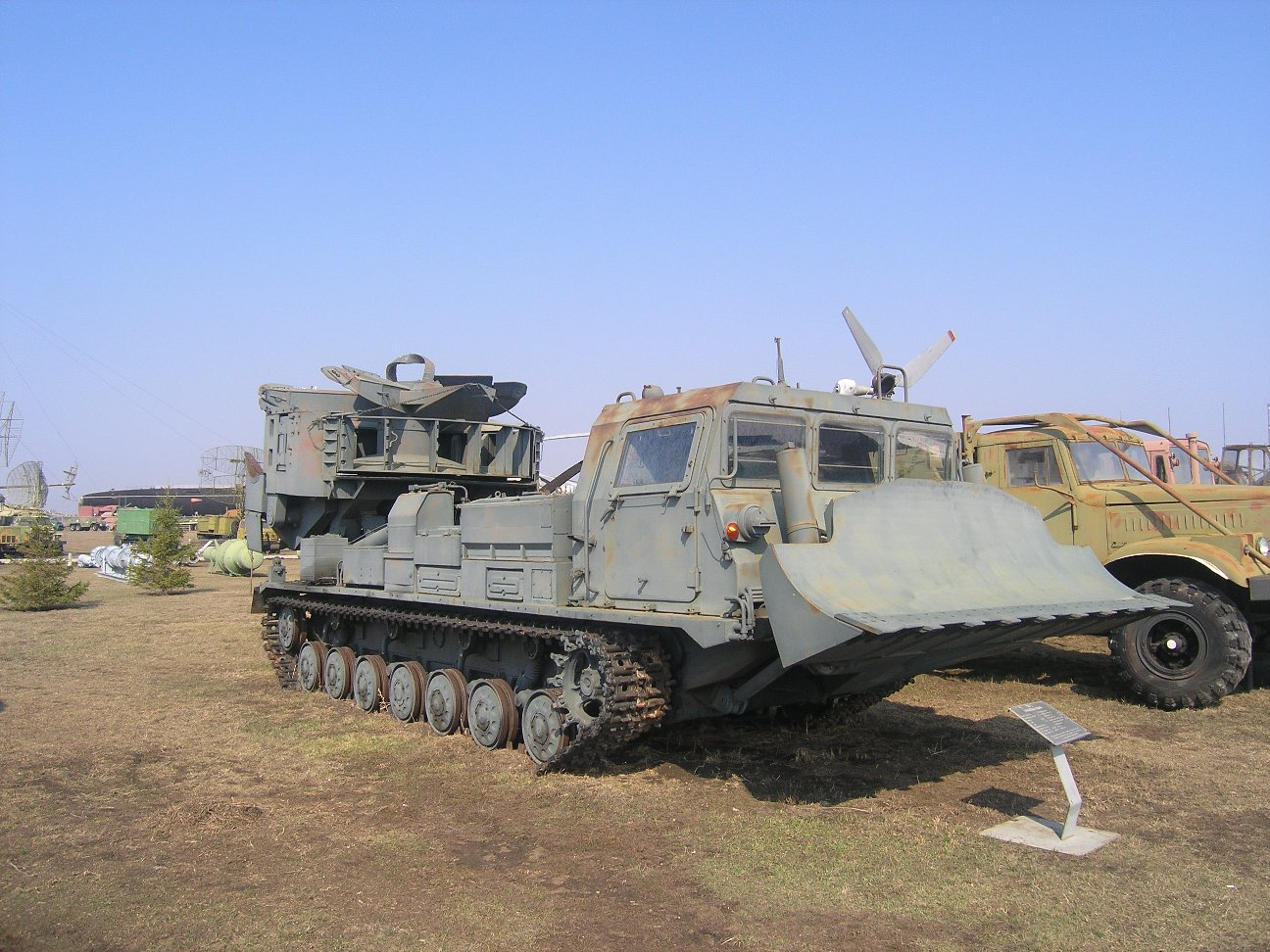
МДК-3 в Техническом музее им. Сахарова

МДК-3 (Машина для отрывки котлована) — инженерная машина, предназначенная для отрывки котлованов под укрытия для вооружения и военной техники или личного состава, навесной роторный траншейный экскаватор поперечного копания.
Создана для инженерных войск и войск гражданской обороны вооружённых сил СССР.

## Описание
Спроектирована на базе многоцелевого тягача — тяжёлого (МТ-Т), является дальнейшим развитием инженерной машины МДК-2М. Рабочий орган МДК-3 представляет собой роторную фрезу с отбрасывателем. Боевая машина оборудована регулируемым бульдозерным отвалом и рыхлителем. Кабина экипажа расположена в передней части корпуса машины. Кабина герметизирована, вмещает до пяти человек, включая механика-водителя.
Расчёт — два человека + три десант. Размеры отрываемых котлованов: ширина по дну 3,7 метра, глубина до 3,5 метра.
- Длина в транспортном положении 10,22 м, длина в рабочем положении 11,75 м; ширина в транспортном положении 3,23 м, ширина в рабочем положении 4,6 м; высота в транспортном положении 4,04 м, высота в рабочем положении 3,25 м.
- Масса 39,5 т.
- Двигатель В-46-4, мощностью 710 л. с. (522 кВт).
- Запас хода 500 км.
- Транспортная скорость по шоссе 65 км/час.
- Производительность: 1000 м³/час.
- Удельное давление на грунт 0,78 кгс/см².
- Преодолеваемое препятствие: брод глубиной до 1,5 м, угол подъема до 30°.

## Страны-эксплуатанты
- Россия[1]
- Беларусь[2]
- Украина — советские МДК-3 остались в вооружённых силах Украины, но со временем их количество уменьшилось (так, в августе 2008 года было принято решение о признании избыточным имуществом и продаже пяти МДК-3 выпуска 1984-1988 гг.)[3]